# ベルビル (オンタリオ州)

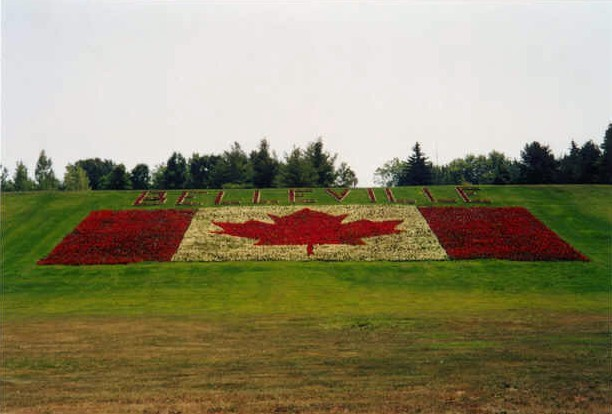
ベルビル近くのハイウェイ401号線

ベルビル（英: Belleville）は、カナダのオンタリオ州南東部、モイラ川の河口、クインテ湾に位置する。

## 歴史
もともと先住民が定住していた場所だが、1789年に英国王党派が入植してきたことに始まる。

## 地理
西のクインテウエストと東のグレーターナパニーの間に位置する。両市とはハイウェイ2号線とハイウェイ401号線とで結ばれている。南部とはプリンスエドワード郡と接している。

## 教育
- ロイヤリスト・カレッジ（英語版）： 地元のコミュニティカレッジ。

## 出身著名人
- アヴリル・ラヴィーン - 歌手
- ブライアン・オーサー - フィギュアスケート選手

## 縁のある人物
- Rihwa - シンガーソングライター。当地で高校生活を送っていた。出身地は北海道札幌市[3]。

## 姉妹都市
- ラー市（英語版）、ドイツ バーデン＝ヴュルテンベルク州）- 1971
- 軍浦市（韓国 京畿道）- 1996
- 諸城市（中国 山東省）- 1996